# Nacionalismo branco

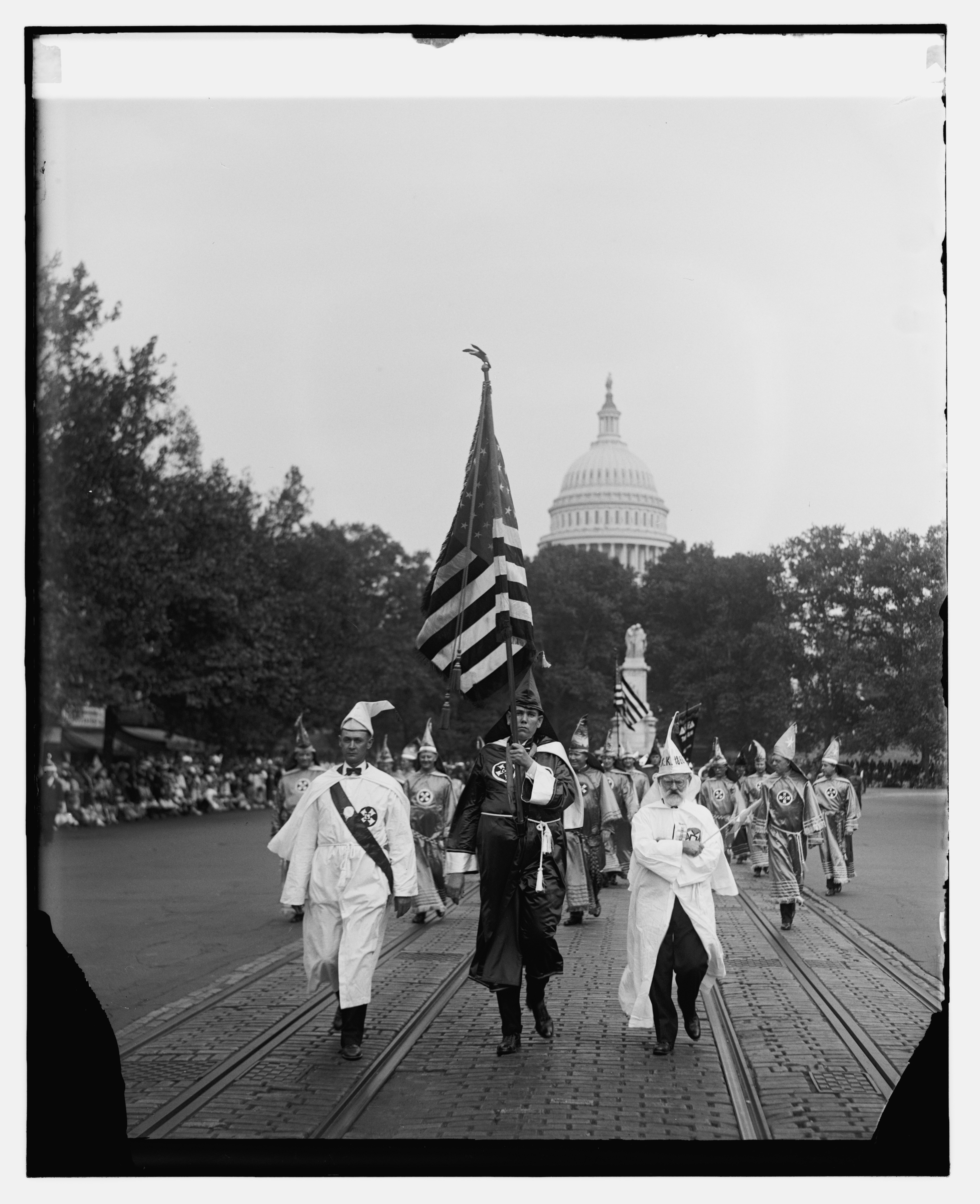
Membros da organização Ku Klux Klan, que prega a superioridade branca sobre as outras raças.

Nacionalismo branco é um tipo de nacionalismo ou pan-nacionalismo que sustenta a crença de que os brancos são uma raça e procura desenvolver e manter uma identidade nacional branca. Seus defensores se identificam e se apegam ao conceito de uma nação branca.
Os nacionalistas brancos dizem que procuram garantir a sobrevivência da raça branca e das culturas dos Estados historicamente de maioria branca. Eles afirmam que os brancos devem manter esta maioria, manter seu domínio político e econômico e que suas culturas devem ser as principais. Muitos nacionalistas brancos acreditam que miscigenação, multiculturalismo, imigração de não-brancos e baixas taxas de natalidade entre brancos estão ameaçando a raça branca e alguns argumentam que equivale a um genocídio.
O separatismo branco e a supremacia branca são subgrupos do nacionalismo branco. Os separatistas procuram um Estado apenas composto por brancos; os supremacistas acreditam que os brancos são superiores aos não-brancos, tomando ideias do darwinismo social e do nazismo. Ambos os subgrupos geralmente evitam o termo supremacia por conta de conotações negativas.
Os críticos argumentam que o termo "nacionalismo branco" e ideias como o orgulho branco existem unicamente para fornecer um rosto público sanitizado para a supremacia branca e que os grupos nacionalistas brancos promovem a violência racial.